# 納薩·阿哈默德·柏哈威
納薩·阿哈默德·柏哈威（1984年3月27日—）是一名阿富汗跆拳道運動員，曾代表國家參加2008年北京奧運的跆拳道80公斤級比賽及2012年倫敦奧運的跆拳道80公斤級比賽，兩次都未能獲獎。